# Albatros (restauracja)
Albatros − restauracja w Augustowie.
Budynek restauracji mieści się w Augustowie przy ul. Mostowej 3. Wybudowany został w 1962 przez ówczesną spółdzielnię PSS „Społem” i był jednym z nowocześniejszych obiektów gastronomicznych na Suwalszczyźnie. W budynku znajduje się również bar „Bartek”.
Restauracja została uwieczniona w piosence Janusza Laskowskiego pt. Beata z Albatrosa.